# 波尼亞托瓦
51°11′N 22°04′E / 51.183°N 22.067°E
波尼亞托瓦是波蘭的城鎮，位於該國東部，由盧布林省負責管轄，面積15.26平方公里，2006年人口9,911。第二次世界大戰期間，納粹德國在該鎮設立集中營。

## 外部連結
- Poniatowa internet portal
- Powiatowa municipal government page
- Poniatowa unofficial site （页面存档备份，存于）